# The Beach Boys (альбом)
The Beach Boys — двадцать пятый студийный альбом американской рок-группы The Beach Boys. Это был первый альбом группы, вышедший одновременно на грампластинке и на компакт-диске. The Beach Boys был выпущен в июне 1985 года на Brother Records и занял 52-е место в американском хит-параде журнала Billboard.

## Обзор
Альбом записывался с июня 1984 по март 1985 года в студиях Лондона и Лос-Анджелеса под руководством Стива Левина — британского продюсера, работавшего в то время с Culture Club. Записи впервые для группы велись на цифровом оборудовании с привлечением секвенсеров и драм-машин. В проекте Левин задействовал несколько звёзд: Бой Джордж написал песню «Passing Friend», Стиви Уандер — песню «I Do Love You» (и также исполнил фортепианную партию); Ринго Старр играл на барабанах в «California Calling»; гитарист Гэри Мур участвовал в записи «Maybe I Don’t Know» и «She Believes in Love Again». В то время менеджером The Beach Boys был Джерри Шиллинг — член «мемфисской мафии» Элвиса Пресли, — и его жена Мирна Смит (в своё время бывшая участницей ансамбля The Sweet Inspirations, также работавшего с Пресли) написала в соавторстве с Карлом Уилсоном две песни: «It’s Gettin’ Late» и «Maybe I Don’t Know».
Альбом вышел с посвящением Деннису Уилсону, утонувшему в декабре 1983 года и пользовался относительным успехом — он занял 52-е место (таким, образом, достигнув самого высокого показателя со времени 15 Big Ones 1976 года), а ведущий сингл с него — «Getcha Back» — достиг 26-го места. На песни «Getcha Back» и «It’s Gettin’ Late» были сделаны видеоклипы.

## Список композиций
| №   | Название                     | Автор(ы)                                                          | Вокал                  | Длительность |
| --- | ---------------------------- | ----------------------------------------------------------------- | ---------------------- | ------------ |
| 1.  | «Getcha Back»                | Майк Лав / Терри Мелчер                                           | М. Лав, Брайан Уилсон  | 3:02         |
| 2.  | «It’s Gettin’ Late»          | Карл Уилсон / Мирна Смит-Шиллинг/ Робер Уайт Джонсон              | К. Уилсон              | 3:27         |
| 3.  | «Crack at Your Love»         | Б. Уилсон / Алан Джардин                                          | А. Джардин, Б. Уилсон  | 3:40         |
| 4.  | «Maybe I Don’t Know»         | К. Уилсон / М. Смит-Шиллинг / Стив Левин / Джулиан Стюарт Линдсей | К. Уилсон              | 3:54         |
| 5.  | «She Believes in Love Again» | Брюс Джонстон                                                     | К. Уилсон, Б. Джонстон | 3:29         |
| 6.  | «California Calling»         | А. Джардин / Б. Уилсон                                            | М. Лав, А. Джардин     | 2:50         |
| 7.  | «Passing Friend»             | Джордж О'Доуд / Рой Хэй                                           | К. Уилсон              | 5:00         |
| 8.  | «I’m So Lonely»              | Б. Уилсон                                                         | Б. Уилсон, К. Уилсон   | 2:52         |
| 9.  | «Where I Belong»             | К. Уилсон / Б. Джонстон                                           | К. Уилсон, А. Джардин  | 2:58         |
| 10. | «I Do Love You»              | Стиви Уандер                                                      | К. Уилсон, А. Джардин  | 4:20         |
| 11. | «It’s Just a Matter of Time» | Б. Уилсон                                                         | Б. Уилсон, М. Лав      | 2:23         |
| 12. | «Male Ego»                   | Б. Уилсон / М. Лав                                                | Б. Уилсон, М. Лав      | 2:32         |

В 2000 году альбом был переиздан на одном компакт-диске вместе с предыдущим альбомом Keepin’ the Summer Alive.

## Участники записи
The Beach Boys:
- Брайан Уилсон — вокал, синтезатор Yamaha DX1 (3, 6, 8, 9, 11), синтезатор Roland Jupiter-8 (3), синтезатор Oberheim OB-8 (3), пианино (6)
- Карл Уилсон — вокал, синтезатор Yamaha DX1 (2, 9), гитара (2)
- Майк Лав — вокал
- Алан Джардин — вокал, гитара (2)
- Брюс Джонстон — вокал, синтезатор Kurzweil K250(5)

## Альбомные синглы
- Getcha Back / Male Ego (Brother/Caribou; май 1985; № 26)
- It’s Gettin’ Late / It’s OK (Brother/Caribou; июль 1985; № 82)
- She Believes in Love Again / It’s Just a Matter of Time (Brother/Caribou; октябрь 1985)

## Позиции в хит-парадах
Еженедельные чарты:
| Хит-парад (1985)                 | Высшая позиция | Пребывание в чарте |
| -------------------------------- | -------------- | ------------------ |
| Великобритания (UK Albums Chart) | 60             | 2 недели           |
| США (Billboard 200)              | 52             | 14 недель          |